# Routes les plus fréquentées par l'aviation d'affaires
Cet article traite des routes les plus fréquentées de l'aviation d'affaires.

## Classement américain[2]
| Rang | Pays              | Liaison                 |
| ---- | ----------------- | ----------------------- |
| 1    | Etats-Unis        | Los Angeles - Las Vegas |
| 2    | Etats-Unis        | New York - Washington   |
| 3    | Etats-Unis        | New York - Miami        |
| 4    | Etats-Unis Canada | Toronto - New York      |
| 5    | Etats-Unis        | Las Vegas - Santa Ana   |

## Classement européen en 2023
Les routes les plus fréquentées en Europe par l'aviation d'affaires en 2023, :
| Place | Liaison                                 | Nombre de vols | DIstance |
| ----- | --------------------------------------- | -------------- | -------- |
| 1     | Paris Le Bourget - Genève               | 3388           | 419      |
| 2     | Nice - Paris Le Bourget                 | 2602           | 692      |
| 3     | Rome Cianpino - Milan Linate            | 1877           | 485      |
| 4     | Nice - Farnborogh (Londres)             | 1684           | 1037     |
| 5     | Nice - Genève                           | 1668           | 298      |
| 6     | Farnborogh (Londres) - Paris Le Bourget | 1610           | 346      |
| 7     | Istanbul - Ankara                       | 1495           | 350      |
| 8     | Londres Luton - Paris Le Bourget        | 1379           | 380      |
| 9     | Paris Le Bourget - Milan Linate         | 1342           | 645      |
| 10    | Londres Luton - Nice                    | 1194           | 1072     |

Anciennement, une liaison avec Moscou était dans le top 10. Mais en raison de la guerre en Ukraine, elle a disparu.
Les aéroports les plus fréquentés :
| Place | Nom              |
| ----- | ---------------- |
| 1     | Paris-Le Bourget |
| 2     | Nice-Côte d'Azur |
| 3     | Genève           |
| 4     | Farnborough      |
| 5     | Londres-Luton    |

## France carrefour européen
La France est au centre des vols de l'aviation d'affaires, avec l'aéroport du Bourget en centre névralgique.
En Europe, l'Allemagne et le Royaume-Uni ne sont cependant pas en reste, ainsi que le Luxembourg, la Belgique, la Suisse. Globalement la pollution, le nombre de vols, vont en augmentant. 
Dans le monde, d'autres aéroports aux États-Unis, à Dubaï, Zurich, Moscou, sont également très prisés.